# 水口憲哉
水口 憲哉（みずぐち けんや、1941年(昭和16年) - ）は、日本の水産学者。
満洲国大連で生まれ、東京・新宿で育つ。東京水産大学（現東京海洋大学）で30数年、日本全国の漁業における環境問題、特に原子力発電所と漁場との関係について研究してきた。1970年より、原子力発電所・火力発電所・ダム・ゴルフ場などの建設の影響を受ける各地の漁村をまわって、漁民らの研究会に数多く参加した。現在東京海洋大学名誉教授、農学博士。人と魚と水の関係学専攻。
1970年 東京大学農学博士。論文は「オイカワ(Zacco platypus(T&S))の繁殖生態と分布域の拡大にともなう二三の形質の変異」。
夷隅東部漁協の組合員。千葉県いすみ市岬町の自宅に資源維持研究所を開設し、相談活動をおこなっている
。
2012年、東京電力福島原子力発電所事故調査委員会（国会事故調）参考人を務めた。

## 主要論文
- 水口憲哉, 金山行孝, 柘植秀臣「金魚の用いた集団条件反射の研究」『動物学雑誌』第74巻第11号、東京動物學會、1965年、381頁、NAID 110003364310。
- 安田富士郎, 水口憲哉, 「マダイ類2属, ChrysophrysとPagrusに属する6種の骨格の研究」『魚類学雑誌』 16巻 1号 1969年 p.31-34, doi:10.11369/jji1950.16.31
- 水口憲哉, 檜山義夫, 「オイカワ, Zacco platypus (Temminck and Schlegel) の繁殖―I.臀鰭における性徴と成熟」『魚類学雑誌』 16巻 1号 1969年 p.17-23, doi:10.11369/jji1950.16.17
- 安田富士郎, 水口憲哉, 「インド・太平洋産マダイ属3種の種の特微について」『魚類学雑誌』 16巻 1号 1969年 p.24-30, doi:10.11369/jji1950.16.24
- 水口憲哉, 「房総沿岸におけるイセエビの移動に関する試論」『日本ベントス研究会連絡誌』 1978巻 15-16号 1978年 p.67-72, doi:10.5179/benthos1970.1978.67
- 水口憲哉「26. 有機スズ汚染による新腹足目貝類の不妊化(平成 3 年度総会(鳥羽市)研究発表要旨)」『貝類学雑誌 Venus : the Japanese journal of malacology』第50巻第2号、日本貝類学会、1991年、159-160頁、ISSN 00423580、NAID 110004764897。
- 岡崎登志夫, 渡辺昌和, 水口憲哉, 細谷和海, 「遺伝的に識別されるカワムツ (Zacco temmincki) の2型について」『魚類学雑誌』38巻 2号 1991-1992年 p.133-140, doi:10.11369/jji1950.38.133
- 水口憲哉, 工藤貴史「霞ヶ浦のワカサギ漁獲量の統計資料を読み解く」『国立歴史民俗博物館研究報告』第76号、国立歴史民俗博物館、1998年、121-137頁、ISSN 02867400。
- 水口憲哉, 「有毒化学物質の真の危機とは何か-「環境ホルモン騒ぎ」をこえて」『有機合成化学協会誌』 57巻 1号 1999年 p.47-52, doi:10.5059/yukigoseikyokaishi.57.47

## 主要著作
- 『放射能がクラゲとやってくる』七つ森書館
- 『釣と魚の科学』産報出版
- 『反生態学』どうぶつ社
- 『海と魚と原子力発電所』農文協
- 『魚をまるごと食べたい』七つ森書館
- 『魔魚狩り』フライの雑誌社
- 『桜鱒の棲む川』フライの雑誌社
- 『淡水魚の放射能 川と湖の魚たちにいま何が起きているのか』フライの雑誌社、2012年9月
- 水口憲哉・明石昇二郎編著『別冊宝島1807号〈食品の放射能汚染完全対策マニュアル〜〇ベクレルの食卓を目指すためのバイブル〉』宝島社